# Gone Baby Gone
Gone Baby Gone är en amerikansk film från 2007, regisserad av Ben Affleck. Filmen utspelar sig i Boston och baseras på en roman vid samma namn av Dennis Lehane. Casey Affleck och Michelle Monaghan spelar privatdetektiverna Kenzie och Gennaro, som åtar sig ett fall med en fyraårig flicka som försvann från hemmet utan att någon märkte något. Sökandet inleds och de dras in i ett nät av prostitution, droger, poliser med mera i letandet efter en pedofil. Amy Ryan Oscarnominerades för sin roll som Helene McCready i filmen.

## Rollista (urval)
- Casey Affleck – Patrick Kenzie
- Michelle Monaghan – Angie Gennaro
- Morgan Freeman – Jack Doyle
- Ed Harris – Remy Bressant
- John Ashton – Nick Poole
- Amy Ryan – Helene McCready
- Amy Madigan – Bea McCready
- Titus Welliver – Lionel McCready
- Edi Gathegi – Cheese

## Utmärkelser och nomineringar
| Pris                                                 | Kategori                              | Person/personer       | Resultat  |
| ---------------------------------------------------- | ------------------------------------- | --------------------- | --------- |
| Oscar                                                | Bästa kvinnliga biroll                | Amy Ryan              | Nominerad |
| Alliance of Women Film Journalists Association Award | Bästa kvinnliga biroll                | Amy Ryan              | Vinnare   |
| Austin Film Critics Association Award                | Bästa debutfilm                       | Ben Affleck           | Vinnare   |
| Boston Society of Film Critics Award                 | Bästa nya filmskapare                 | Ben Affleck           | Vinnare   |
| Boston Society of Film Critics Award                 | Bästa kvinnliga biroll                | Amy Ryan              | Vinnare   |
| Boston Society of Film Critics Award                 | Bästa ensemble                        | Hela rollbesättningen | Nominerad |
| Broadcast Film Critics Association Award             | Bästa kvinnliga biroll                | Amy Ryan              | Vinnare   |
| Chicago Film Critics Association Award               | Bästa kvinnliga biroll                | Amy Ryan              | Nominerad |
| Chicago Film Critics Association Award               | Mest lovande filmskapare              | Ben Affleck           | Vinnare   |
| Dallas-Fort Worth Film Critics Association Award     | Bästa kvinnliga biroll                | Amy Ryan              | Nominerad |
| Detroit Film Critics Society Award                   | Bästa kvinnliga biroll                | Amy Ryan              | Nominerad |
| Florida Film Critics Circle Award                    | Bästa kvinnliga biroll                | Amy Ryan              | Vinnare   |
| Golden Globe Award                                   | Bästa kvinnliga biroll                | Amy Ryan              | Nominerad |
| Hollywood Film Festival Award                        | Årets genombrottsregissör             | Ben Affleck           | Vinnare   |
| Houston Film Critics Association Award               | Bästa kvinnliga biroll                | Amy Ryan              | Vinnare   |
| Houston Film Critics Society Award                   | Bästa skådespelare                    | Casey Affleck         | Nominerad |
| Irish Film & Television Award                        | Bästa internationella skådespelare    | Casey Affleck         | Nominerad |
| Los Angeles Film Critics Association Award           | Bästa kvinnliga biroll                | Amy Ryan              | Vinnare   |
| National Board of Review Award                       | Bästa kvinnliga biroll                | Amy Ryan              | Vinnare   |
| National Board of Review Award                       | Bästa regidebut                       | Ben Affleck           | Vinnare   |
| National Society of Film Critics Award               | Bästa kvinnliga biroll                | Amy Ryan              | Nominerad |
| New York Film Critics Circle Award                   | Bästa kvinnliga biroll                | Amy Ryan              | Vinnare   |
| Oklahoma Film Critics Circle Award                   | Bästa kvinnliga biroll                | Amy Ryan              | Vinnare   |
| Oklahoma Film Critics Circle Award                   | Bästa långfilm                        | Ben Affleck           | Vinnare   |
| Online Film Critics Association Award                | Bästa kvinnliga biroll                | Amy Ryan              | Nominerad |
| Online Film Critics Society Award                    | Bästa genombrottsregissör             | Ben Affleck           | Nominerad |
| Online Film Critics Society Award                    | Bästa kvinnliga biroll                | Amy Ryan              | Vinnare   |
| Phoenix Film Critics Society Award                   | Bästa kvinnliga biroll                | Amy Ryan              | Vinnare   |
| Prism Award                                          | Bästa skådespelarinsats i en långfilm | Casey Affleck         | Vinnare   |
| San Diego Film Critics Circle                        | Bästa kvinnliga biroll                | Amy Ryan              | Vinnare   |
| San Francisco Film Critics Circle Award              | Bästa kvinnliga biroll                | Amy Ryan              | Vinnare   |
| Satellite Award                                      | Bästa kvinnliga biroll                | Amy Ryan              | Vinnare   |
| Screen Actors Guild Award                            | Bästa kvinnliga biroll                | Amy Ryan              | Nominerad |
| Southeastern Film Critics Association Award          | Bästa kvinnliga biroll                | Amy Ryan              | Vinnare   |
| St. Louis Gateway Critics Award                      | Bästa kvinnliga biroll                | Amy Ryan              | Vinnare   |
| Toronto Film Critics Association Award               | Bästa kvinnliga biroll                | Amy Ryan              | Nominerad |
| Utah Film Critics Award                              | Bästa kvinnliga biroll                | Amy Ryan              | Vinnare   |
| Washington D.C. Area Film Critics Association Award  | Bästa kvinnliga biroll                | Amy Ryan              | Vinnare   |